# Кассаро
Кассаро (итал. Cassaro) — коммуна в Италии, располагается в регионе Сицилия, в провинции Сиракуза.
Население составляет 907 человек (2008 г.), плотность населения составляет 48 чел./км². Занимает площадь 19 км². Почтовый индекс — 96010. Телефонный код — 0931.
Покровителем коммуны почитается святой Иосиф Обручник, празднование в последнее воскресение июля.

## Демография
Динамика населения:

## Администрация коммуны
- Официальный сайт: http://www.comune.cassaro.sr.it/ Архивная копия от 22 января 2010 на Wayback Machine